# Taizi Ling
Taizi Ling (chinesisch 臺子嶺 ‚Tischgrat‘) ist ein bis zu 57 m hoher Gebirgskamm an der Ingrid-Christensen-Küste des ostantarktischen Prinzessin-Elisabeth-Lands. Er ragt auf der Westseite der Priddy Promontory in den Larsemann Hills auf und grenzt direkt an die Webster Bay.
Chinesische Wissenschaftler benannten ihn 1990.